# ディーニュ＝レ＝バン
ディーニュ＝レ＝バン（Digne-les-Bains）はフランス南部、プロヴァンス＝アルプ＝コート・ダジュール地域圏の都市である。アルプ＝ド＝オート＝プロヴァンス県の県庁所在地。

## 文化
ヴィクトル・ユーゴーの大河小説『レ・ミゼラブル』は、この街のミリエル司教のことから語り起こされ、ジャン・ヴァルジャンがその司教館を訪れることから始まる。ミリエル司教の人物造形は、この街で実際に司教を務めていたフランソワ・メルキオル・シャルル・ビヤンヴニュ・ドゥ・ミオリスがモデルになっている。

## 姉妹都市
- バート・メルゲントハイム、ドイツ
- ボルゴマネーロ、イタリア
- 釜石、日本

## 外部リンク

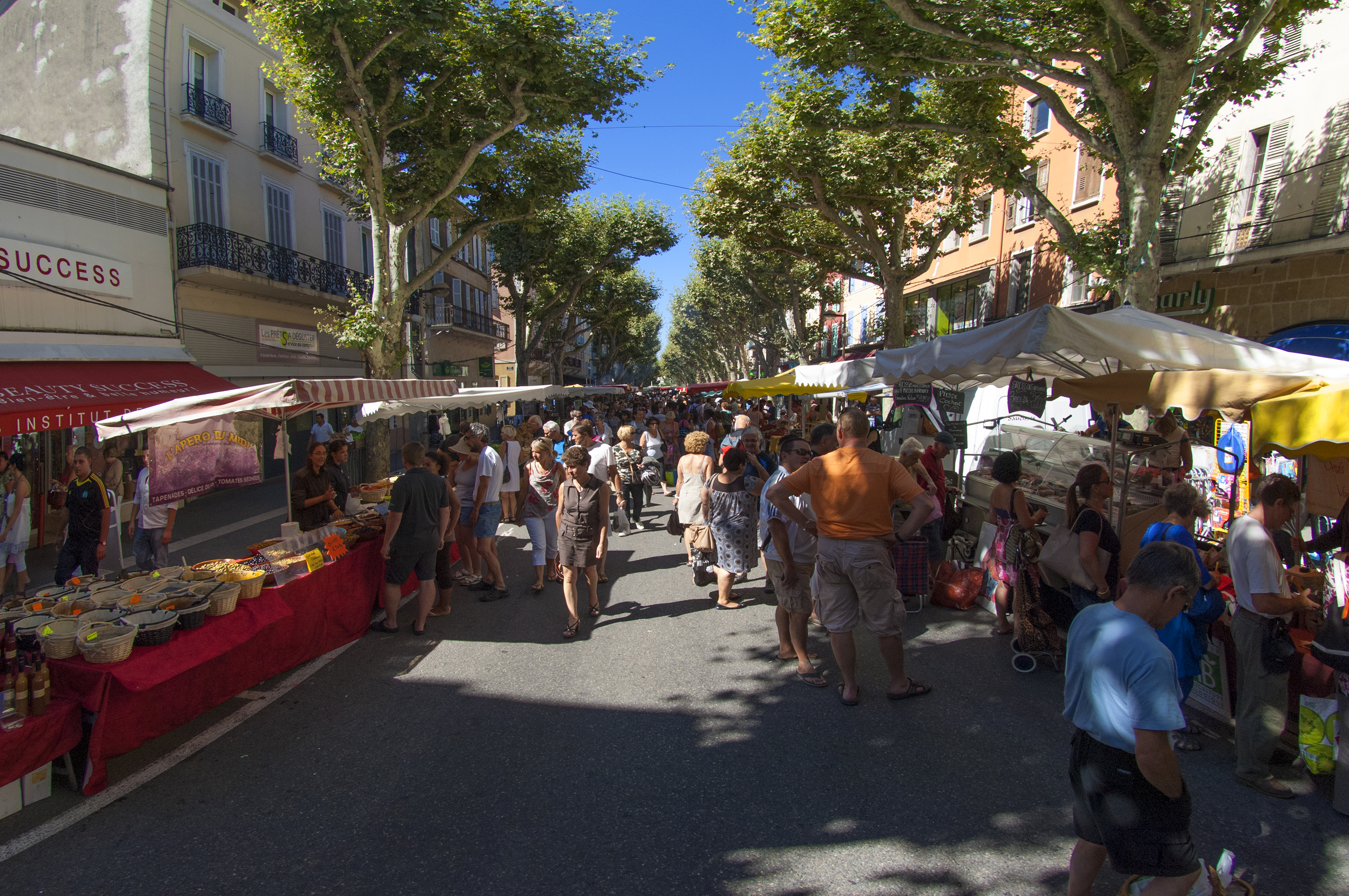
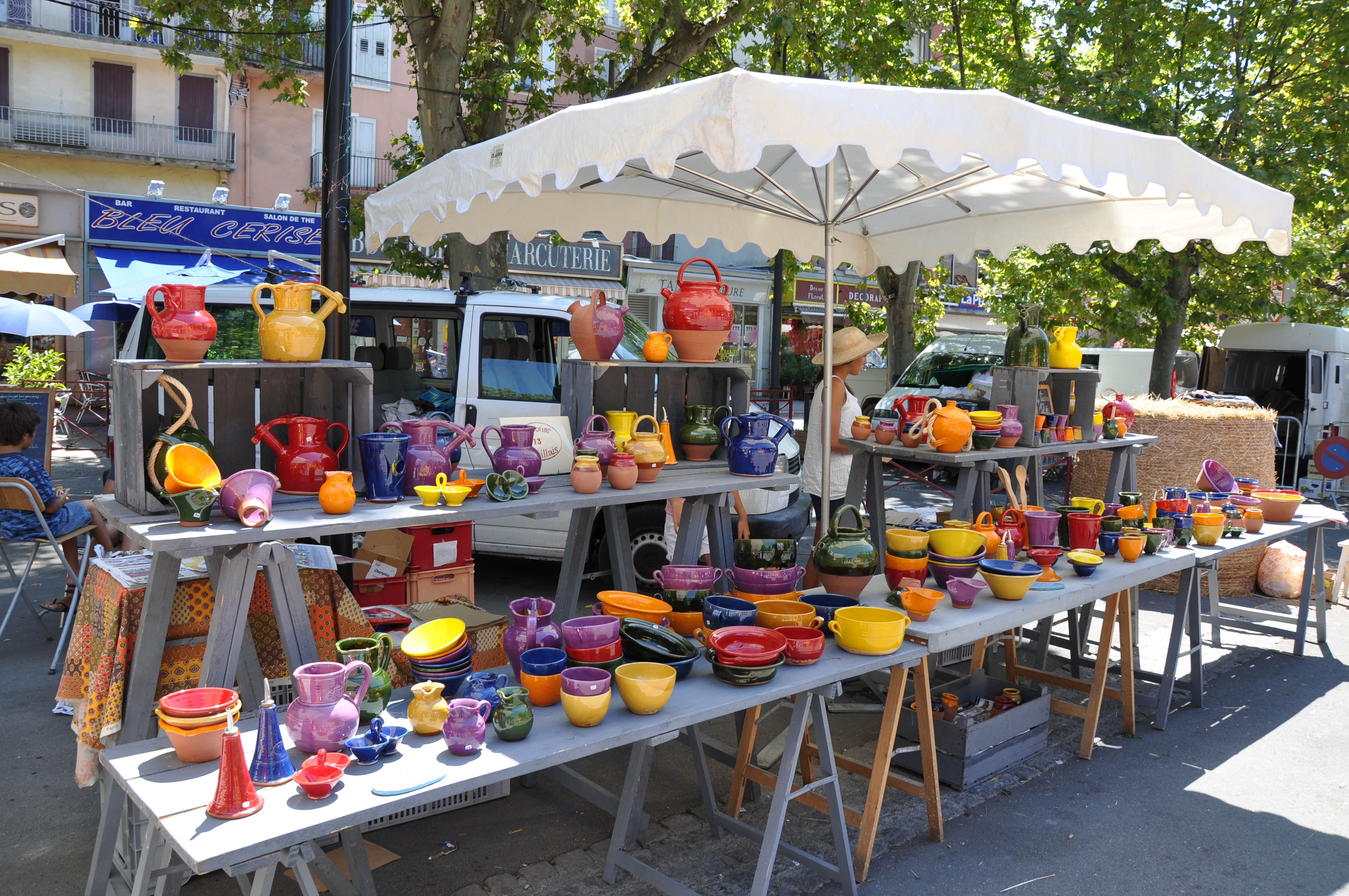
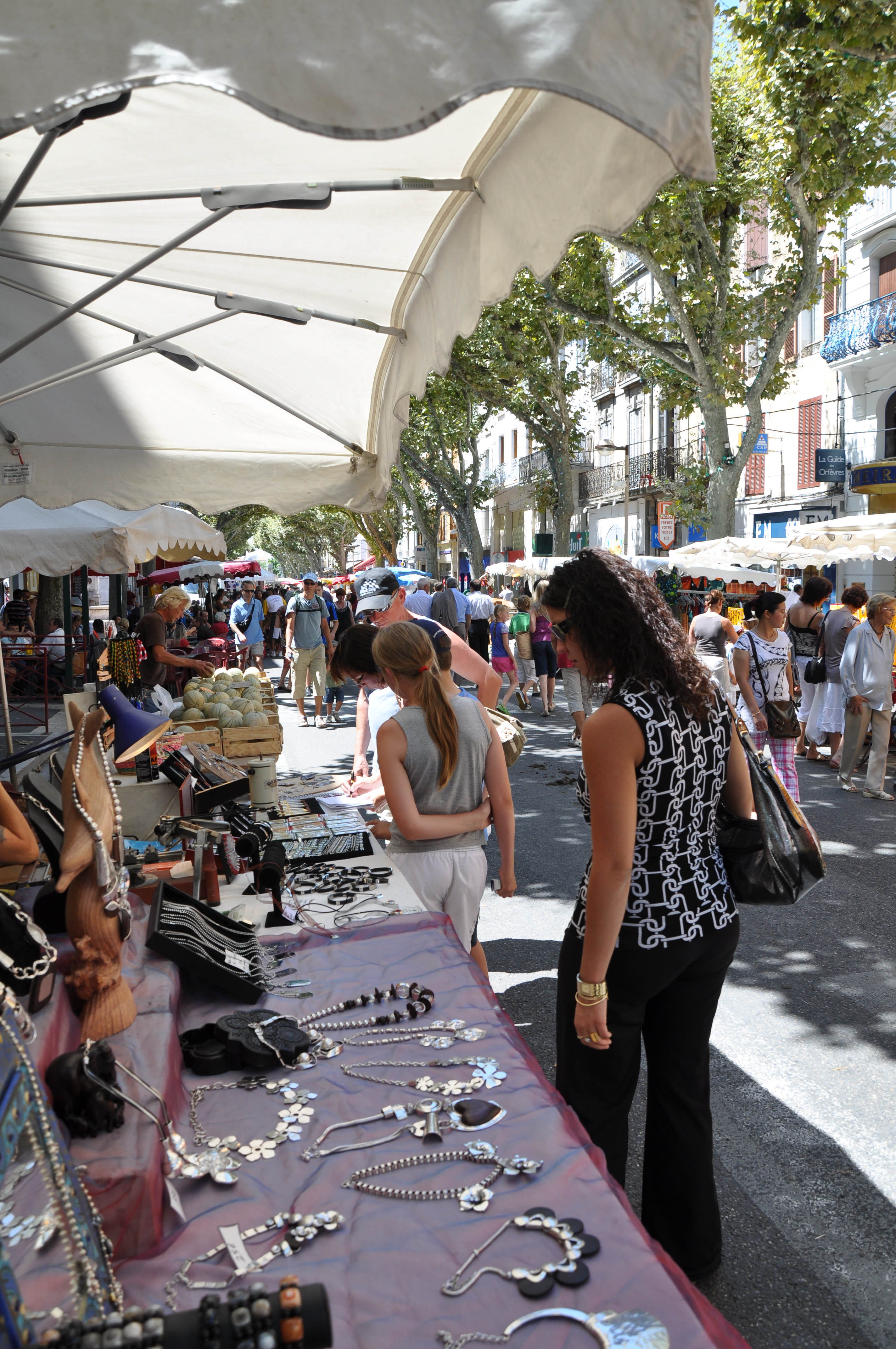
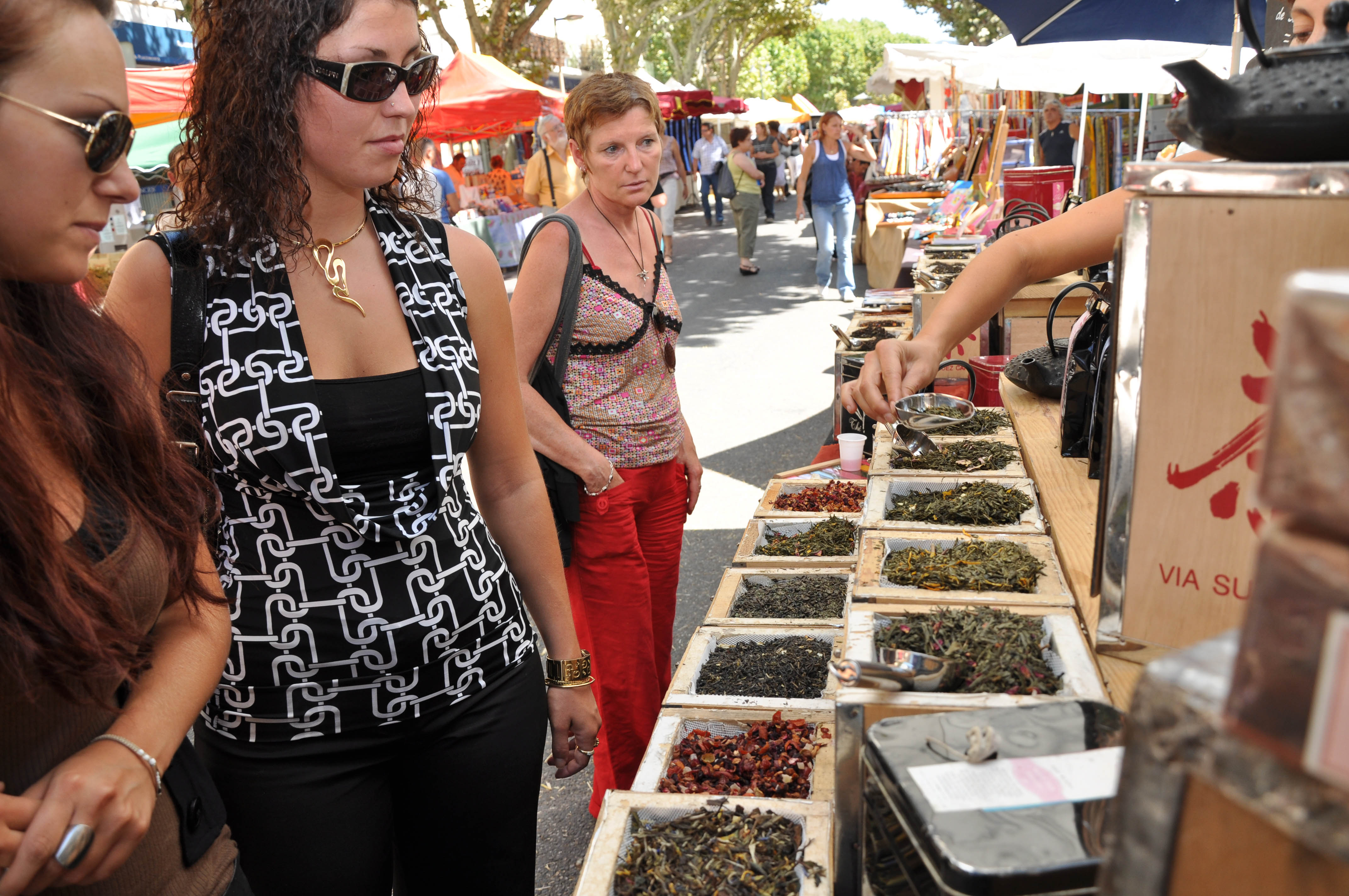
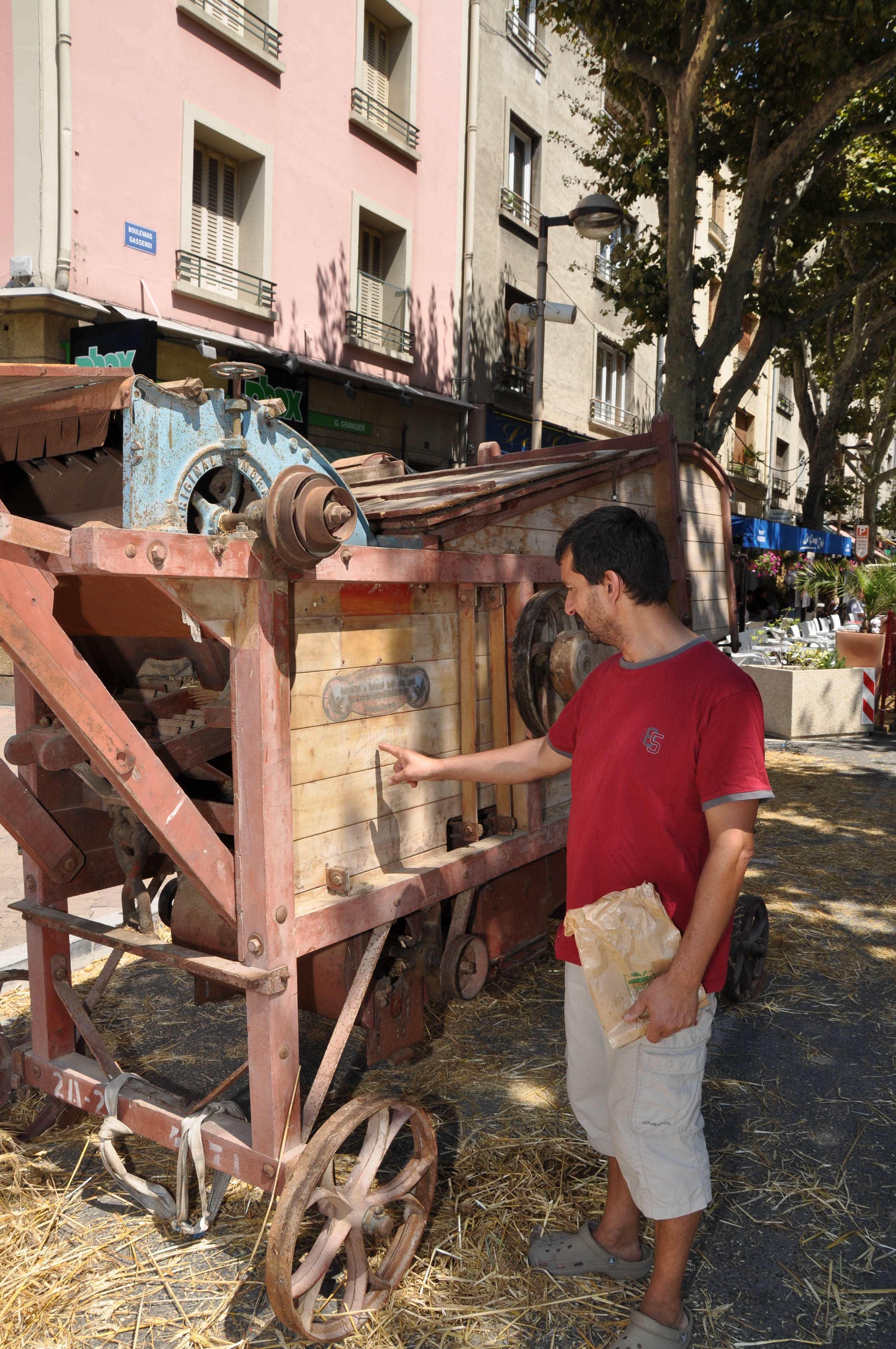

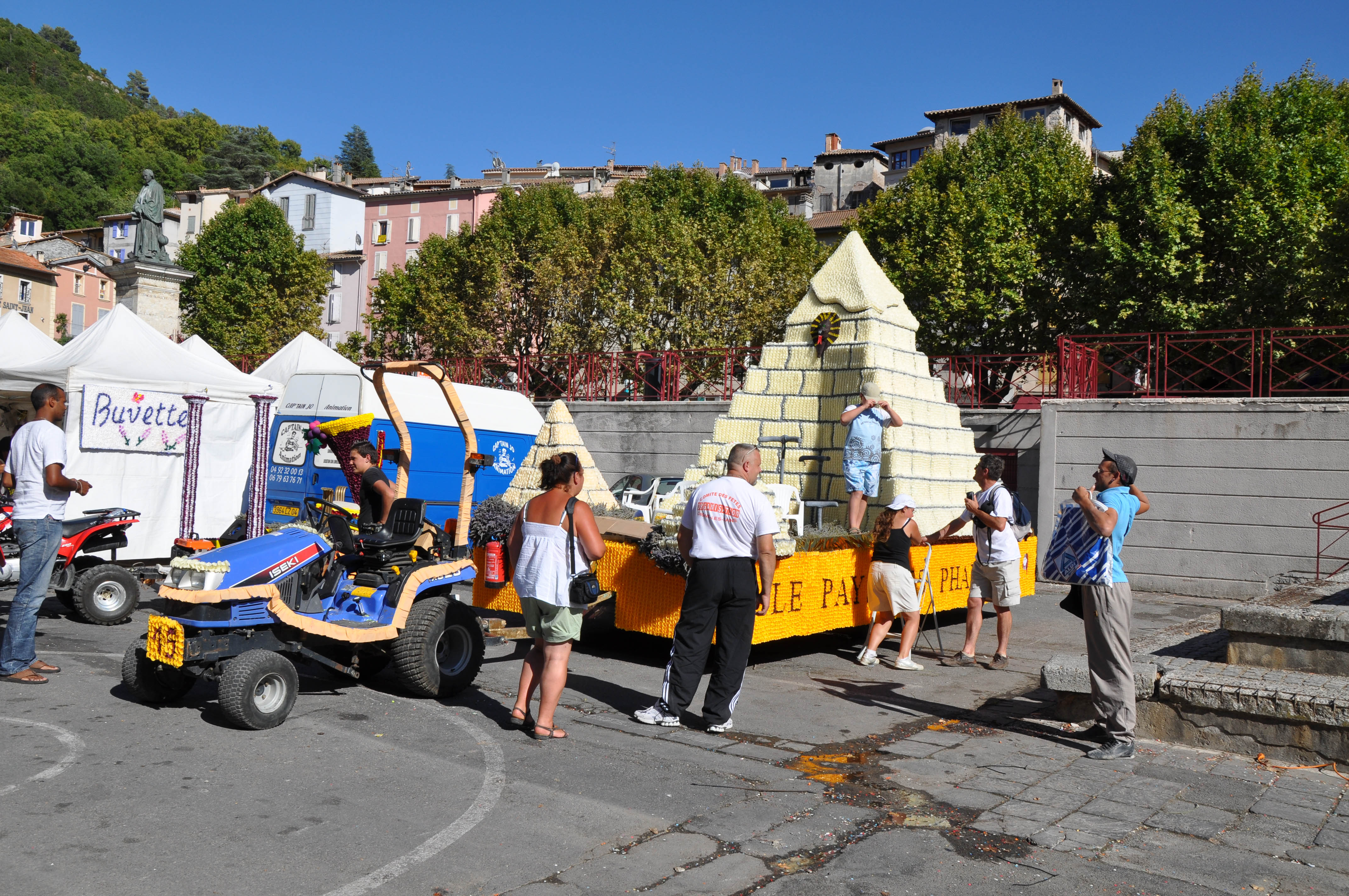
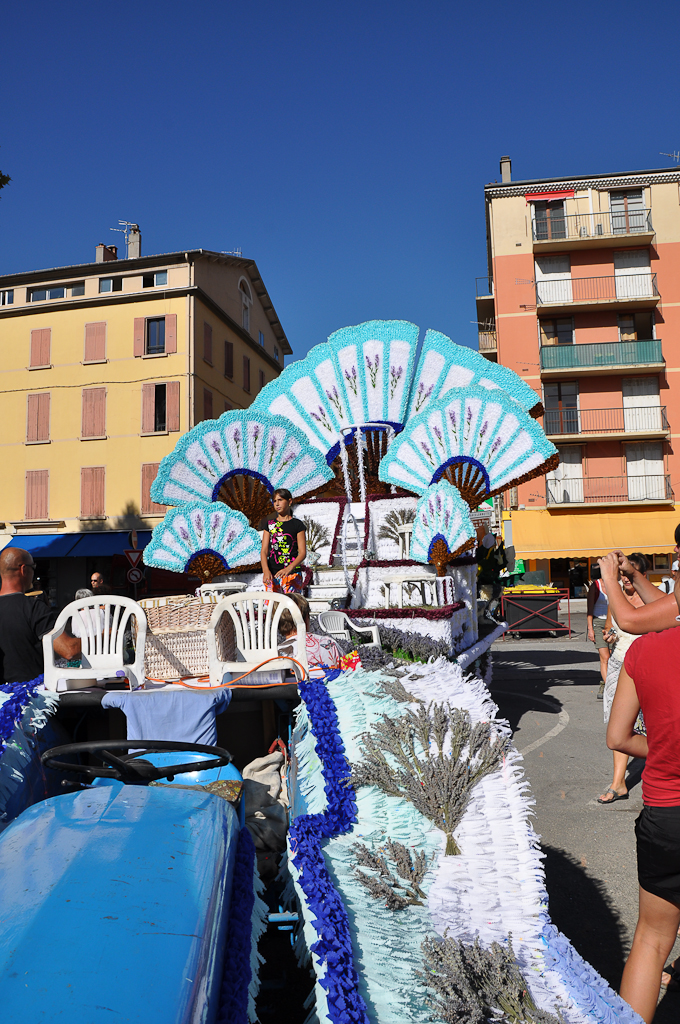
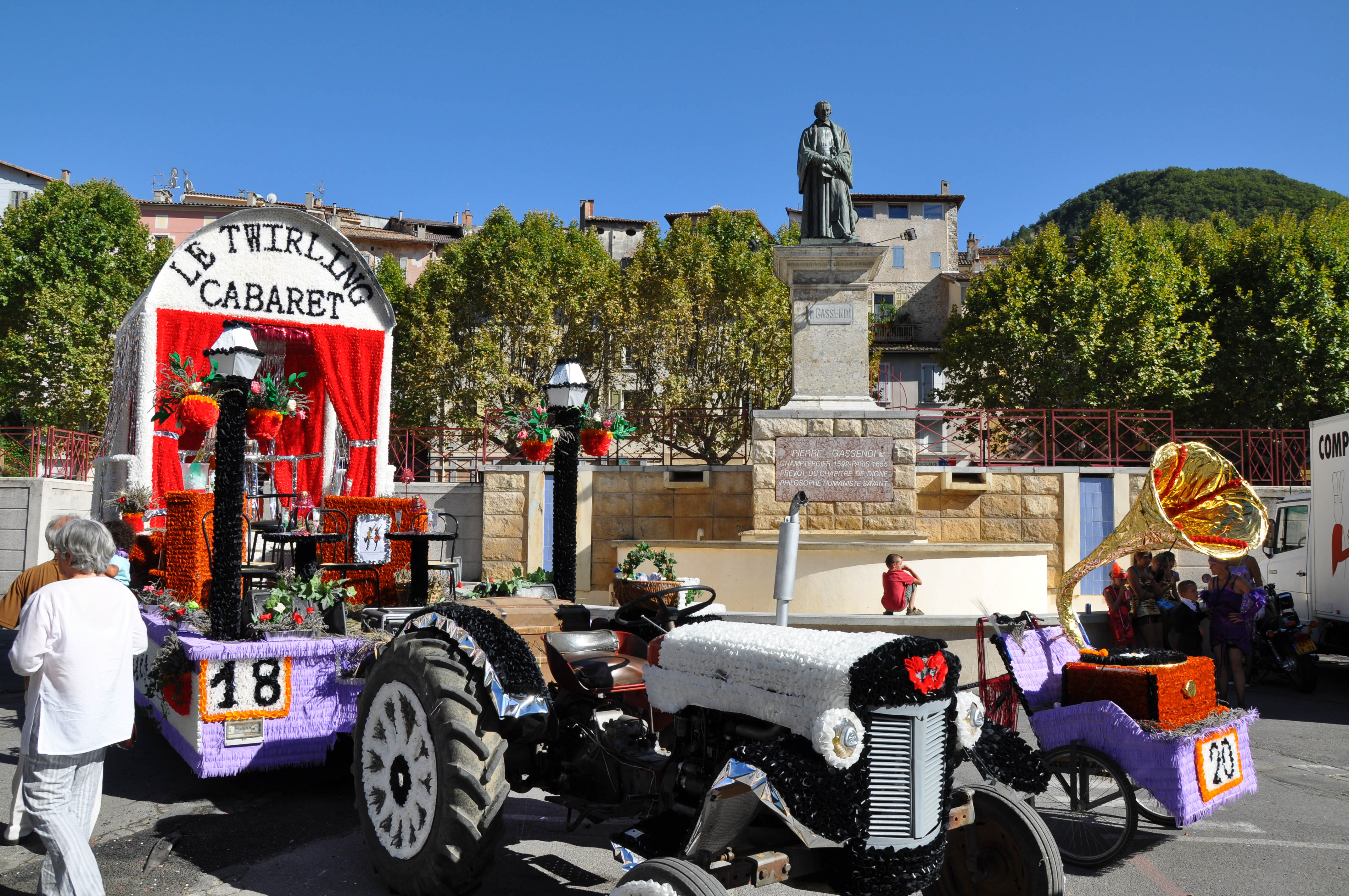